# یاسوتوشی موراکاوا
یاسوتوشی موراکاوا (انگلیسی: Yasutoshi Murakawa؛ زادهٔ ۳۱ مهٔ ۱۹۷۱) فیلم‌نامه‌نویس اهل ژاپن است.